# Верхньокоропецька сільська територіальна громада
Верхньокоропецька сільська громада — територіальна громада в Україні, в Мукачівському районі Закарпатської області. Адміністративний центр — село Верхній Коропець.
Площа громади —  км², населення —  мешканців (2020).
Утворена 12 червня 2020 року шляхом об'єднання Верхньокоропецької, Зубівської, Лалівської, Станівської і Яблунівської сільських рад Мукачівського району.

## Населені пункти
У складі громади 12 сіл:
- с. Верхній Коропець
- с. Буковинка
- с. Кучава
- с. Куштановиця
- с. Зубівка
- с. Софія
- с. Лалово
- с. Березинка
- с. Станово
- с. Гандеровиця
- с. Яблунів
- с. Новоселиця